# Werner Kubitzki
Werner Kubitzki (* 10. April 1915 in Berlin-Wilmersdorf; † 12. Oktober 1994 in Zweibrücken) war ein deutscher Hockeyspieler.
Werner Kubitzki spielte für den Berliner SV 92. Der Stürmer debütierte 1935 in der deutschen Hockeynationalmannschaft. Bei den Olympischen Spielen 1936 in Berlin wirkte er im Spiel gegen Afghanistan mit und erhielt mit seinen Mannschaftskameraden die Silbermedaille. Insgesamt wirkte Werner Kubitzki von 1935 bis 1936 in vier Länderspielen mit.